# Тягнибок Олег Ярославович
Оле́г Яросла́вович Тягнибо́к (нар. 7 листопада 1968, Львів) — український політик, націоналіст, голова політичної партії Всеукраїнське об'єднання «Свобода». Народний депутат України III, IV та VII скликань (1998–2006, з 2012), кандидат на посаду Президента України на виборах 2010 та 2014 років. Старший брат Андрія Тягнибока. Майор Збройних Сил України.

## Життєпис

### Ранні роки
Нащадок священничої родини Цегельських: дід по матері Артемій Цегельський, прадід Ігнатій Цегельський та прапрадід Михайло Цегельський були священниками.
Народився в родині медиків. Батько — майстер спорту СРСР, кандидат медичних наук, лікар збірної СРСР з боксу, Тягнибок Ярослав Васильович. У Львові понині щороку проводять Всеукраїнський легкоатлетичний турнір пам'яті Ярослава Тягнибока. Мати — Тягнибок Богдана Артемівна. Має молодшого брата Андрія.

### Освіта
1975–1985 — Львівська спеціалізована загальноосвітня школа № 8. Закінчив із атестатом про закінчення повної загальної середньої освіти.
1985–1993 — лікувальний факультет Львівського державного медичного інституту. Отримав диплом бакалавра вищої освіти за спеціальністю лікар-хірург.
1995–1999 — спецправничий факультет Львівського державного університету ім. І.Франка. Отримав диплом бакалавра за спеціальністю юрист.

### Професійна діяльність

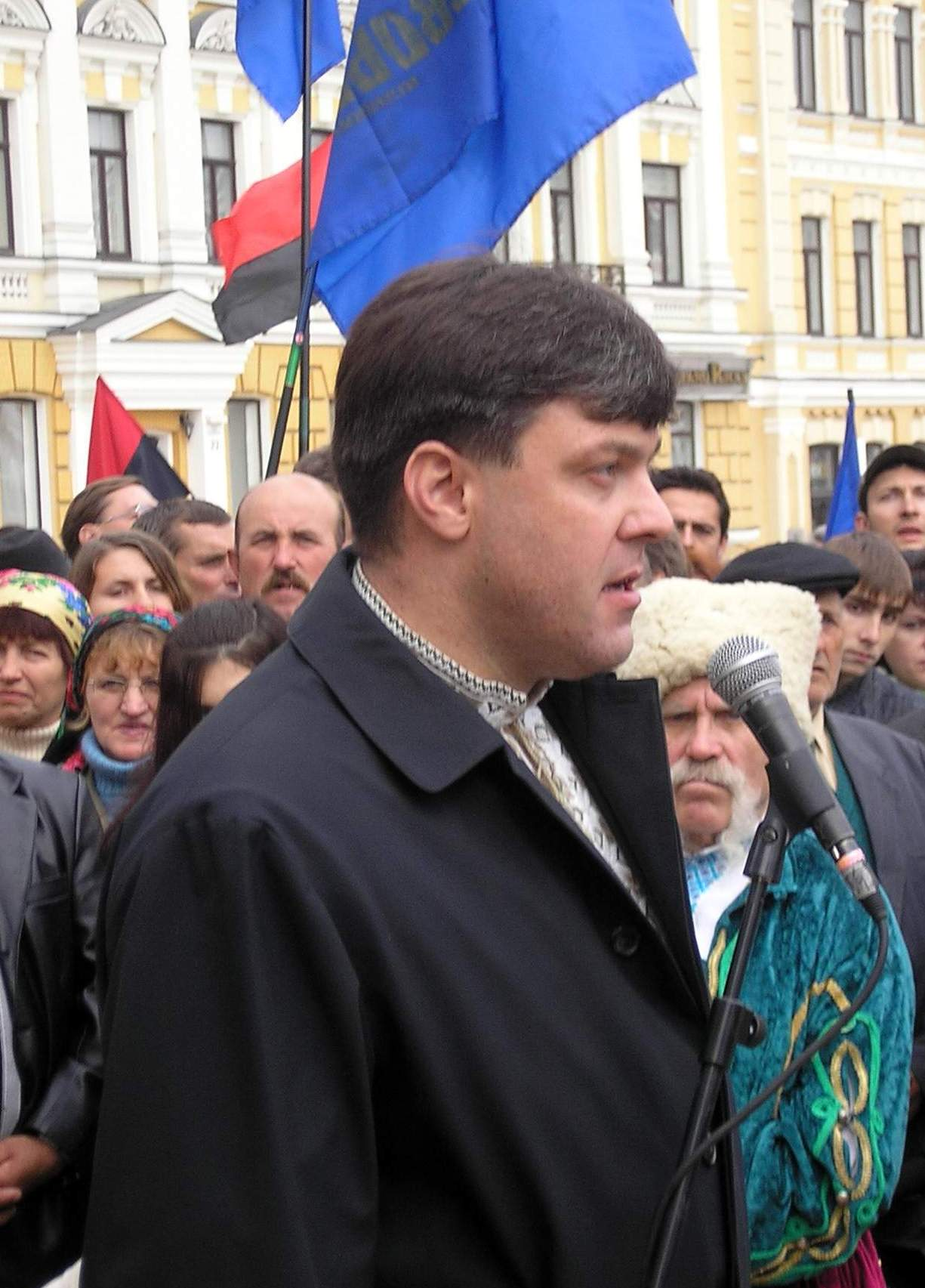
Олег Тягнибок на заходах присвячених річниці УПА. Київ, 14 жовтня 2006 року

Після закінчення школи вступив до Львівського медінституту, але після 2-го курсу призваний до Радянської армії (з липня 1987 по травень 1989). Закінчив службу у званні єфрейтора. Після закінчення військової кафедри Медінституту отримав офіцерське звання. Зараз — майор Збройних сил України, 128-а окрема бригади ТрО "Дике поле".
Після поновлення в медінституті ініціював створення в цьому виші Студентського братства, яке очолював з лютого 1990 по грудень 1991.
Грудень 1991 — листопад 1994 — очолював Студентське братство м. Львова.
Був учасником й одним із керівників студентських голодувань 1990 та 1992 років у Києві.
1989—1990 — санітар 1-го хірургічного відділення Львівської обласної клінічної лікарні.
1990—1992 — медбрат нейрохірургічного відділення Львівської міської клінічної лікарні швидкої меддопомоги.
Серпень 1993 — липень 1996 — лікар-інтерн урологічного і 1-го хірургічного відділення Львівської міської клінічної лікарні швидкої медичної допомоги.

### Військова діяльність
Лютий 2022 - майор Збройних Сил України, 128-а окрема бригади ТрО "Дике поле"
Відразу після повномасштабного вторгнення московитів Голова ВО «Свобода» оголосив про призупинення політичної діяльності партії на час воєнного стану та закликав побратимів масово долучитися до захисту держави. Сам Олег Тягнибок як доброволець був мобілізований до лав Збройних сил України. Зараз вже майор Олег Тягнибок є заступником командира в/ч А7406 з питань МПЗ окремого батальйону 128-ї окремої бригади ТРО ЗСУ.

### Політична діяльність

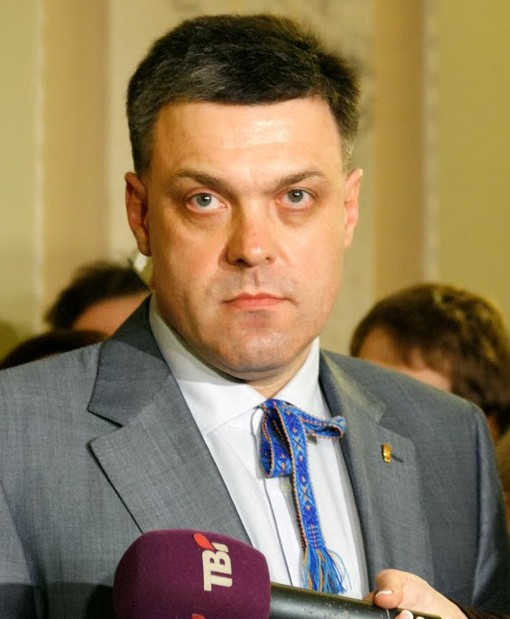
Олег Тягнибок у Верховній Раді. 2013 рік

1982–1989 — член комсомолу. Олег Тягнибок згадував: «Коли я повернувся з армії 1989 року і поновився в інституті, тоді якраз розпочалися акції національно-визвольної революції. Тоді ми всі дружньо спалювали комсомольські квитки, виходили з комсомолу, робили там рейвахи».
Був учасником й одним із керівників студентських голодувань 1990 та 1992 років у Києві. Разом із ним участь в голодуваннях брали й інші майбутні народні депутати від «Свободи» — Руслан Зелик та Андрій Міщенко.
З жовтня 1991 — член Соціал-національної партії України (СНПУ) (заснована 13 жовтня 1991 року, офіційно зареєстрована Міністерством юстиції 16 жовтня 1995 року, свідоцтво № 686, з 2004 — Всеукраїнське об'єднання «Свобода»).
Травень 1995 — березень 1999 — уповноважений з питань організаційної роботи СНПУ.
Січень 1997 — березень 1998 — голова Львівської обласної організації СНПУ.
Березень 1998 — лютий 2004 — голова Київської міської організації СНПУ.
Березень 1998 — кандидат в народні депутати України від виборчого блоку «Менше слів», № 7 в списку.
Народний депутат України 3 скликання з березня 1998 по квітень 2002. На час виборів — уповноважений з питань організаційної роботи СНПУ.
Член Комітету ВРУ з питань бюджету з липня 1998, член фракції Українського народного руху з січня 2001 до березня 2002.
Народний депутат України 4 скликання з квітня 2002, висунутий виборчим блоком політичних партій "Блок Віктора Ющенка «Наша Україна».
14 лютого 2004 року відбувся X З'їзд СНПУ, який ухвалив нову назву партії — «Всеукраїнське об'єднання „Свобода“ та обрав народного депутата України Олега Тягнибока Головою ВО „Свобода“.
У липні 2004 року виключений із фракції „Наша Україна“ за висловлювання на горі Яворина, які були розцінені прокуратурою як антисемітські та ксенофобські. Проте переміг в усіх судових процесах із цієї справи. 14 лютого 2005 року Івано-Франківський міський суд задовольнив скаргу депутата Верховної Ради Олега Тягнибока на визнання незаконною постанови Івано-Франківської обласної прокуратури від липня 2004 року про порушення проти нього кримінальної справи. Рішенням Апеляційного суду Івано-Франківської області кримінальну справу проти Олега Тягнибока було закрито за відсутністю складу злочину. Загалом Олег Тягнибок виграв дев'ять судів у „справі Яворини“. Рішеннями судів визнано, що кримінальну справу було порушено незаконно, а дії телеканалу „Інтер“ та Голови Держкомнацміграції Г. Москаля визнано такими, що ображають честь та гідність Олега Тягнибока і спричинили йому моральну шкоду. Виступ Олега Тягнибока на горі Яворина пройшов лінгвістичну експертизу, яку провела відомий мовознавець, кандидат філологічних наук, доцент Національного університету „Львівська політехніка“ Ірина Фаріон. Вона довела, що в промові Олега Тягнибока не було слів, образливих для представників якої б то не було національної меншини. Була проведена експертиза автентичного виступу Олега Тягнибока Київським інститутом науково-дослідних експертиз і вона показала, що виступ не містить жодних закликів, жодних слів, які б порушували українське законодавство.
У 2005 р. Тягнибок підписався під відкритим листом до президента В. Ющенка, до Голови Верховної Ради України В. М. Литвина та Голови Верховного Суду України В. Т. Маляренка, в якому зазначено, що „багаторічне руйнування України та зубожіння всього українського народу супроводжувалося одночасним і неймовірним збагаченням багатьох євреїв, які відповідальні разом з Л. Кучмою у встановленні антинародного, україножерського і відверто злочинного режиму“, та закликав уряд „зупинити злочинні дії організованого єврейства“, яке поширило свій вплив в Україні. Заяву підписали понад сто науковців, громадських і політичних діячів.
На парламентських виборах 2006 року партія Свобода, очолювана Тягнибоком, не потрапила до складу Верховної Ради. Виборчою програмою партії стала „Програма захисту українців“, гаслом кампанії — „Ми — у СВОїй, БОгом ДАній країні“. Перша п'ятірка виборчого списку на парламентських виборах 2006 року — Олег Тягнибок, Юрій Іллєнко, Ірина Фаріон, Богдан Бенюк і Орест Васкул. Партія зайняла 18-е місце, отримавши 0,36 % голосів виборців. Попри те, що партія не подолала прохідний бар'єр до Верховної Ради, проте отримала мандати депутатів різних рівнів, зокрема, у Львівській обласній раді — 10, у Львівській міській раді — 9, Тернопільській міській раді — 4 та у інших місцевих радах. Окрім того, представники ВО „Свобода“ стали головами міст та сіл. З 2006 — депутат Львівської обласної ради (фракція ВО „Свобода“).
Виборчу кампанію 2007 року „Свобода“ провела під гаслом „Свобода“ — єдина сила Українців!». Перша п'ятірка виборчого списку — Олег Тягнибок, Юрій Іллєнко, Ірина Фаріон, Богдан Бенюк і Олександр Сич. Хоча й цього разу «Свободі» не вдалося подолати прохідного бар'єра, проте результат, супроти виборів 2006 року, був більше ніж удвічі вищим. Яскравим явищем цієї виборчої кампанії стали багатотисячні Марші захисту українців, які відбулись у Києві, Харкові, Львові, Чернівцях, Луцьку, Тернополі, Івано-Франківську та інших містах.
У березні 2009 року, після перемоги Всеукраїнського об'єднання «Свобода» на Позачергових виборах до Тернопільської обласної ради Олег Тягнибок оголосив, що буде балотуватися на посаду Президента на найближчих виборах і розраховує потрапити до 2-го туру виборів.
22 жовтня 2009 року делегати XXI з'їзду Всеукраїнського об'єднання «Свобода», що відбувся у Києві, одностайно висунули кандидатуру Олега Тягнибока на пост Президента України.
Свою виборчу кампанію Олег Тягнибок розпочав під гаслом Степана Бандери: «Дійти до кожного українця». У ході виборів він провів зустрічі у всіх без винятку областях України. Численні зустрічі Олега Тягнибока з виборцями Південної та Східної України значною мірою сприяли руйнуванню міфу про «Свободу» як про «галицьку партію». У I турі президентських виборів посів 8-е місце, отримавши 352 282 голоси виборців (1,43 %).

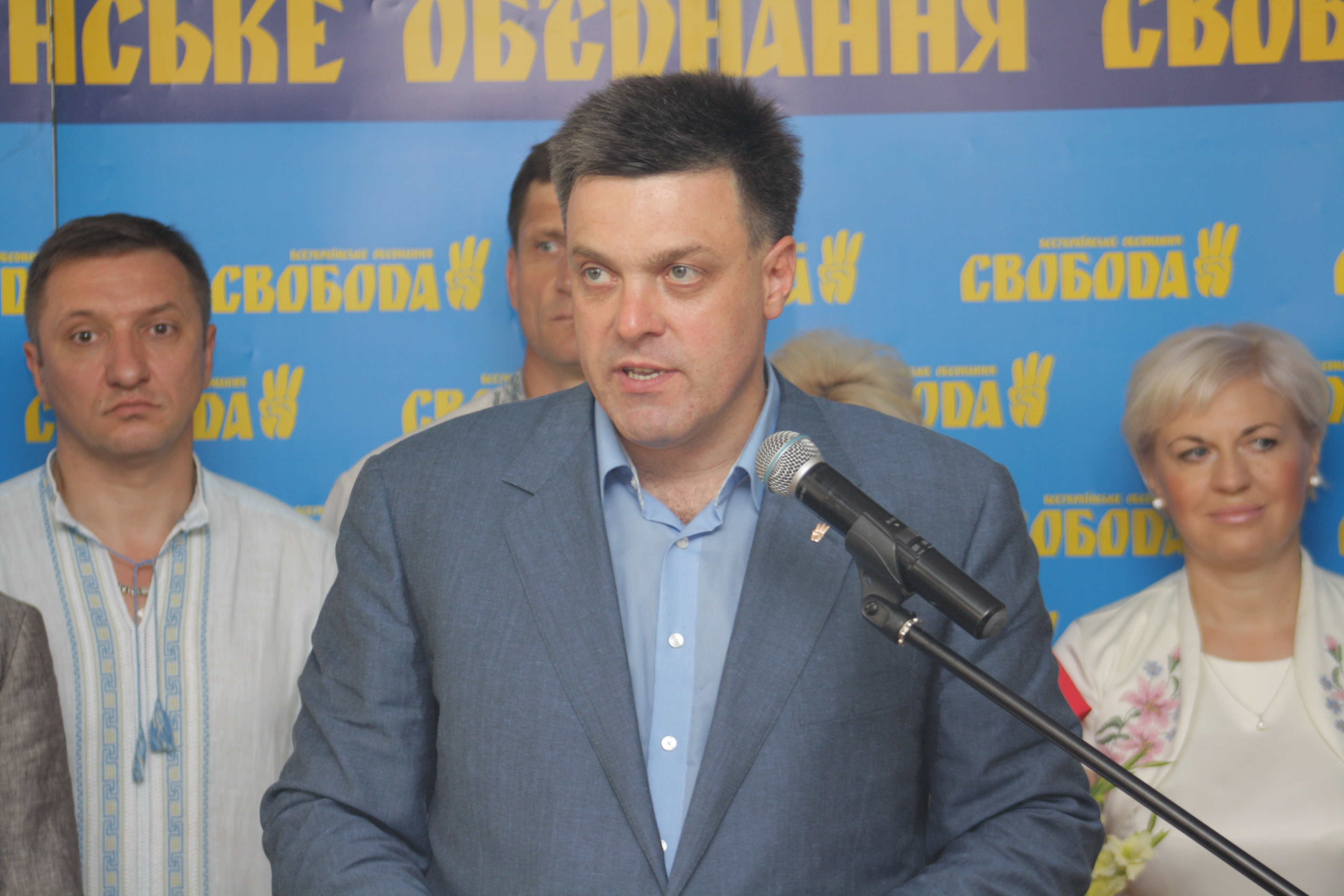
Олег Тягнибок. 1 серпня 2012 року

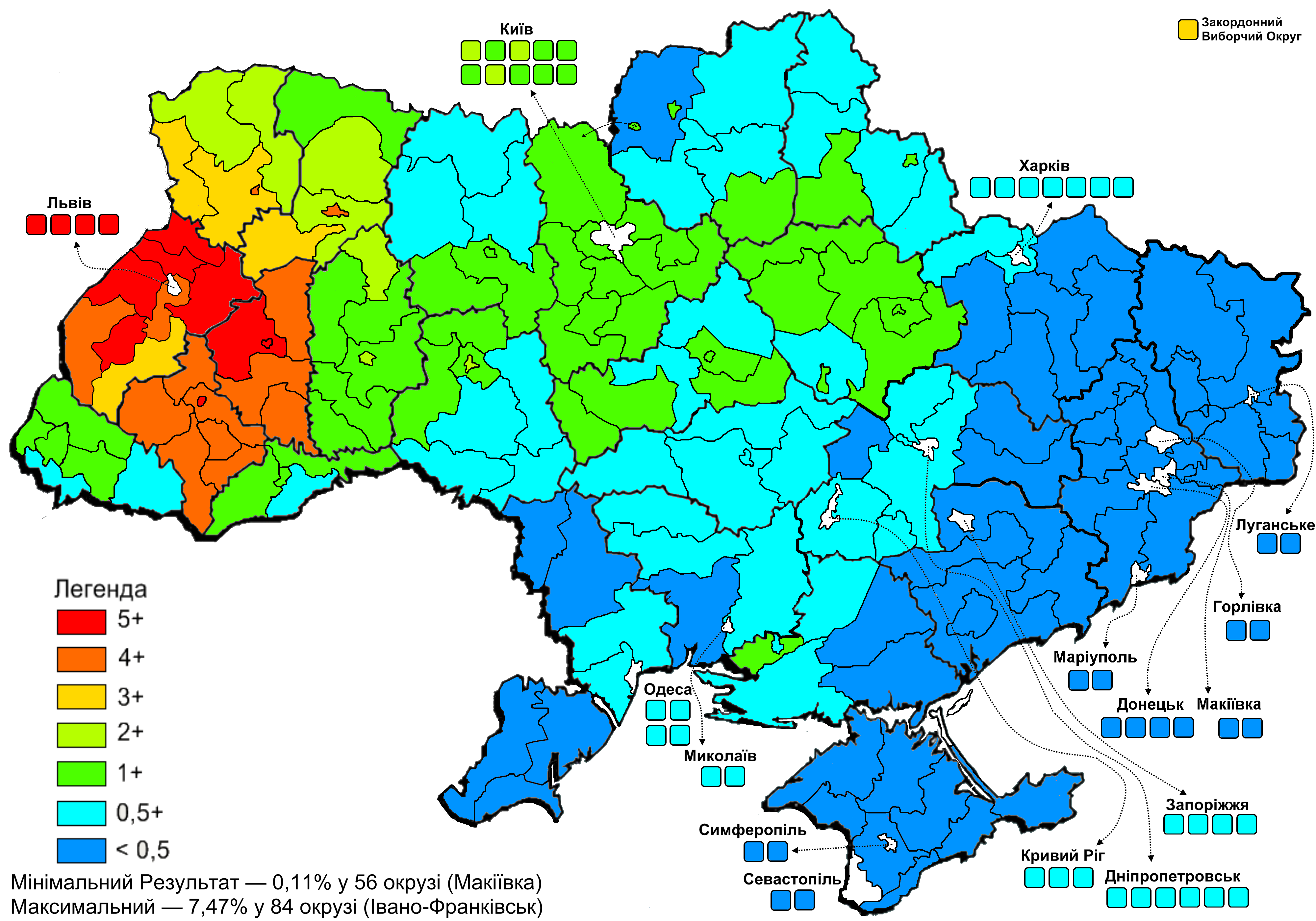
Результати за округами на виборах 2010-го

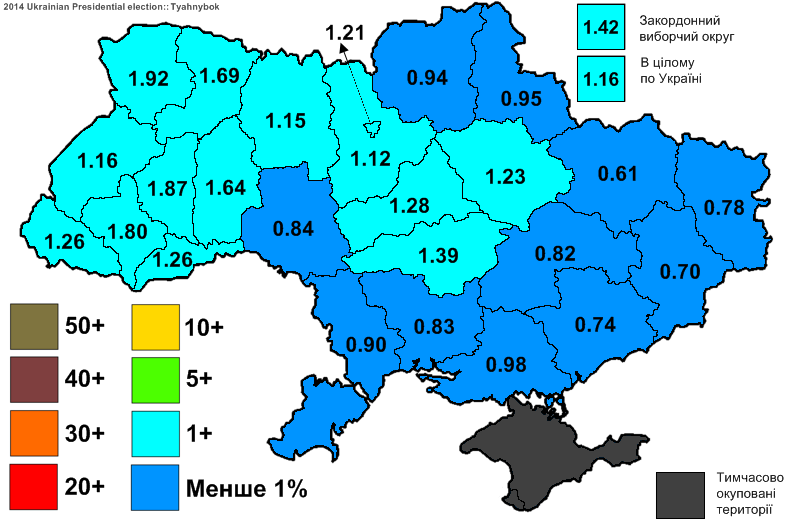
Підтримка Тягнибока на виборах Президента 2014-го

2010 — очолив список кандидатів в депутати Львівської обласної ради від ВО «Свобода». За підсумками місцевих виборів «Свобода» формує фракції у восьми обласних радах (у Волинській, Івано-Франківській, Київській, Львівській, Рівненській, Тернопільській (2009 рік), Хмельницькій та Чернівецькій областях) та в дев'яти міських радах обласних центрів (у Вінниці, Житомирі, Івано-Франківську, Луцьку, Львові, Рівному, Тернополі, Хмельницькому та Чернівцях). Політична сила проводить 133 депутати обласних рад, 703 депутати районних рад, 688 депутатів міських рад, 660 депутатів сільських рад та 25 депутатів селищних рад, загалом — 2209 місцевих депутатів усіх рівнів. Міським головою Тернополя обирають свободівця Сергія Надала, 70 висуванців від «Свободи» стають сільськими і 2 — селищними головами.
2012 — «Свобода» набрала 10,44 % голосів і отримала четверту за чисельністю фракцію в парламенті. Всього народними депутатами стали 37 свободівців, з них 25 пройшли за списком, а 12 — виграли вибори у мажоритарних округах. Олег Тягнибок стає головою фракції ВО «Свобода» у ВРУ VII скликання, а свободівця Руслана Кошулинського обрано заступником Голови ВРУ.
2012 — Тягнибок переміг у номінації «Людина року» за версією журналу «Корреспондент». Редакція видання відзначає, що популярність очільника «Свободи» відбиває дедалі сильніше невдоволення українців владою.
Тягнибок був одним із трьох лідерів опозиції під час Революції Гідності. Він щодня виступав зі сцени Майдану, доводячи до відома громади основні рішення Ради Майдану. Олег був постійно разом із побратимами-свободівцями на передовій під час трагічних подій 18-20 лютого 2014 року.
20 грудня 2013 — Яценюк повідомив, що СБУ порушила кримінальну справу «за заклики до державного перевороту» проти нього, Тягнибока й Турчинова.
14 березня 2014 р. Головним слідчим управлінням Слідчого комітету РФ по Північно-Кавказькому федеральному округу порушено кримінальну справу стосовно громадян України, що перебували у лавах УНА-УНСО, серед яких Олег Тягнибок і його брат Андрій. Вони підозрюються в участі у банді, яка брала участь у бойових діях проти федеральних сил на стороні чеченських сепаратистів в період 1994—1995 рр. (ч.ч. 1, 2 ст. 209 КК РФ (створення стійкої озброєної групи (банди) в цілях нападу на громадян, керівництво такою групою (бандою) і участь в здійснюваних нею нападах). Абсурдність подібних звинувачень полягає хоча б у тому, що Олег Тягнибок, як і його брат Андрій, ніколи не були членами УНА-УНСО, вони перебували у лавах Всеукраїнського об'єднання «Свобода» з перших днів створення цієї політичної сили. Окрім того, Олег Тягнибок ніколи не був у Чечні.
У 2014 році балотувався на посаду Президента України. Передвиборча програма кандидата в Президенти України Олега Тягнибока містила в собі такі основні розділи: Україна — сила Європи, Сила зброї, Сила права, Сила народу — сила громади, Сила господаря, Сила гідності.
7 лютого 2015 року в Києві на XXX звітно-виборчому з'їзді Всеукраїнського об'єднання «Свобода» Тягнибока було переобрано головою партії.
16 вересня 2017 року в Києві на XXXVIII звітно-виборчому з'їзді Всеукраїнського об'єднання «Свобода» Олега Тягнибока було переобрано головою партії.

Тягнибок з мамою у радянській кінохроніці

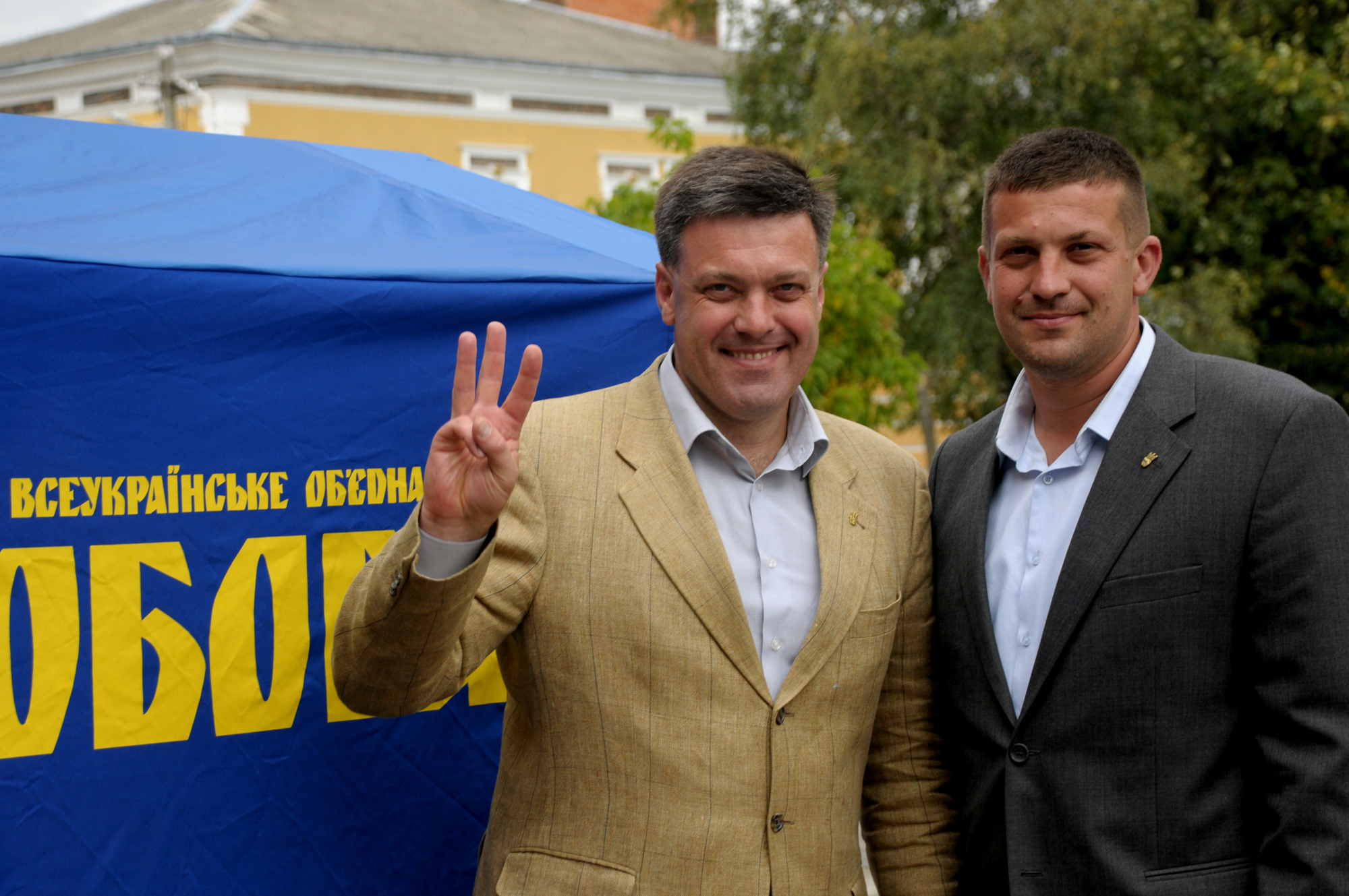
Олег Тягнибок з рідним братом Андрієм. 1 жовтня 2012 року

У березні 2020 року на XLV звітно-виборчому з'їзді Всеукраїнського об'єднання «Свобода» Олега Тягнибока було переобрано головою партії

## Родина

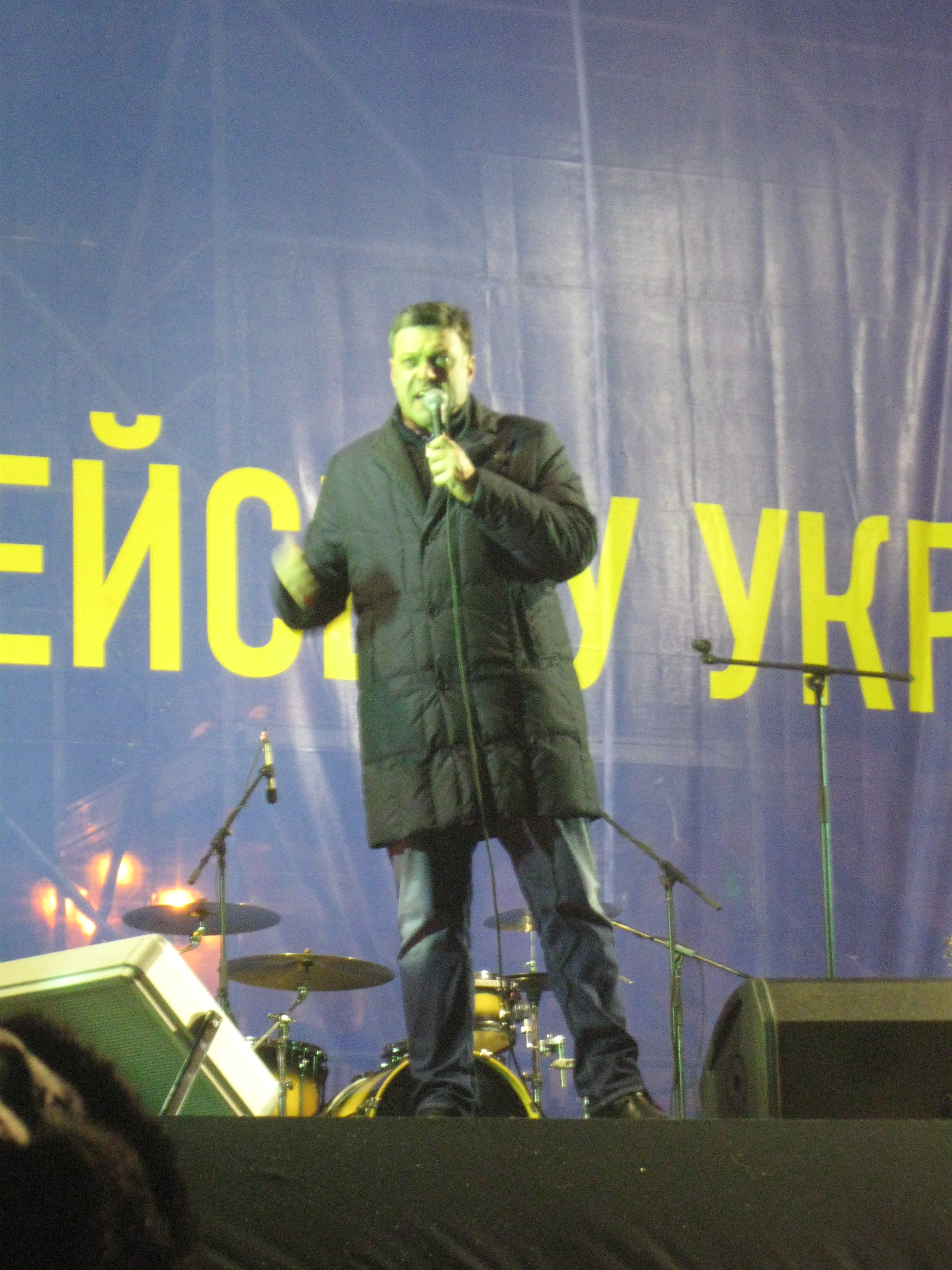
Олег Тягнибок на Євромайдані. 8 грудня 2013 року

- Прапрадід по матері: Михайло Цегельський — священник;
- Прадід по матері: Ігнатій Цегельський — священник;
- Дід по матері: Артемій Цегельський — священник[2];
- Бабця по матері: Марта Цегельська;
- Мати: Тягнибок Богданна Артемівна — медик, співвласниця ТОВ «Аптека матері і дитини» (АМІД);
- Батько: Тягнибок Ярослав Васильович — майстер спорту СРСР, кандидат медичних наук, лікар збірної СРСР з боксу[3];
- Дружина: Тягнибок Ольга — лікар-епітеміолог. Разом з дружиною виховує 3-х дітей: доньок Ярину-Марію (1992 р.н.), Дарину-Богдану (1995 р.н.) та сина Гордія (1997 р.н.)[41][42];
- Брат: Тягнибок Андрій Ярославович — народний депутат України.

## Політичні погляди

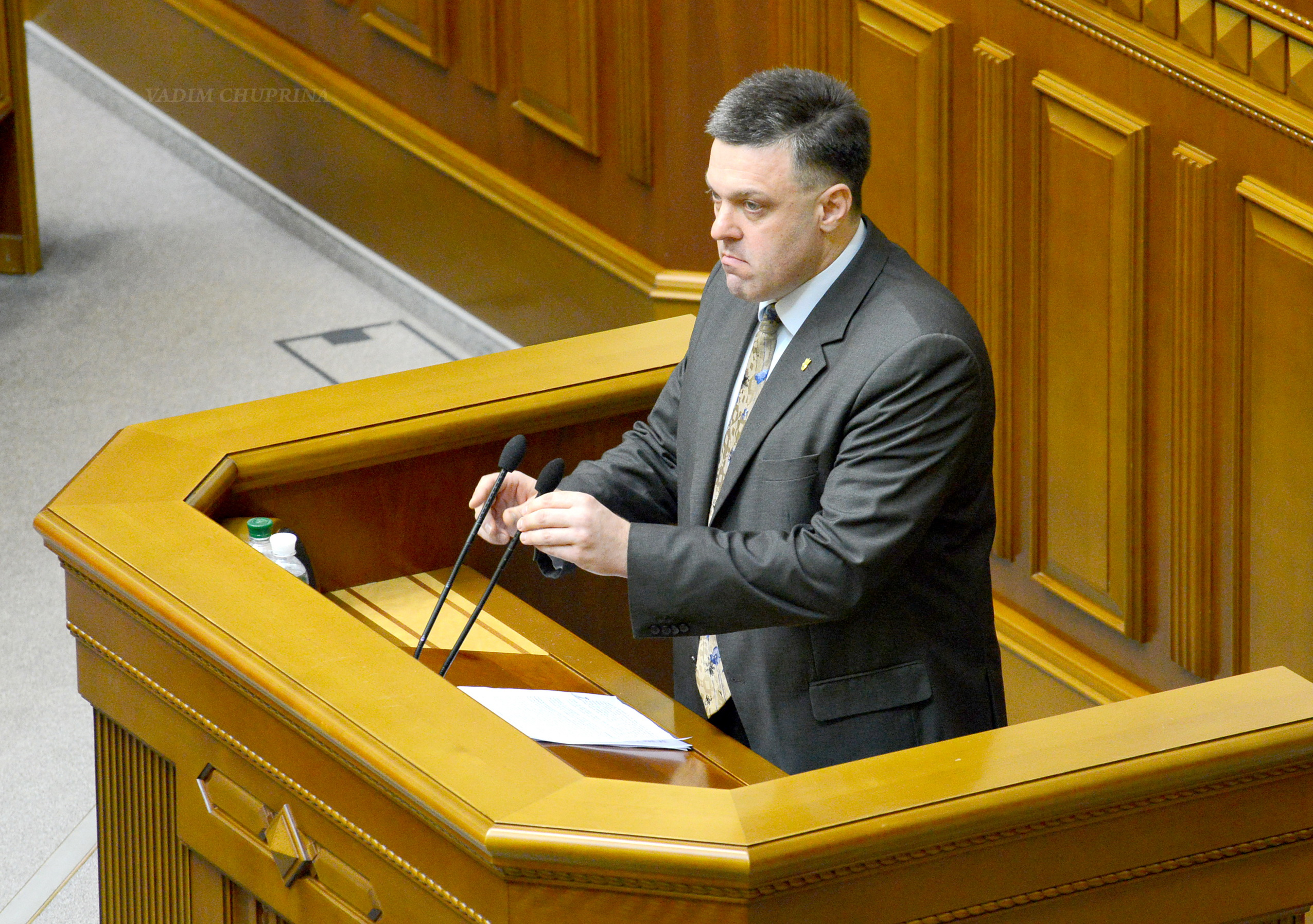
Олег Тягнибок під час виступу з трибуни Верховної Ради України. 5 листопада 2013 року

Політичною ідеологією Тягнибока є український націоналізм, а точніше український соціал-націоналізм, основи якого заклав Голова Проводу Організації українських націоналістів Ярослав Стецько. Його праця «Дві революції» — була взята за ідеологічну основу для розвитку програми партії «Свобода» і Тягнибок вважає його натхненником своєї ідеологічної ідентичності. Згідно з тезами в цьому творі, найвищою цінністю для українського націоналіста є ідея нації, а інтерес нації та безкомпромісна боротьба та жертовна праця задля добра і величі рідного народу є обов'язком кожного українця. «Українська Самостійна Соборна Держава» на своїх етнічних теренах є запорукою миру та стабільності в регіоні та для міжнародного співжиття, а також передумовою збереження і розвитку всіх духовних і фізичних сил української нації.

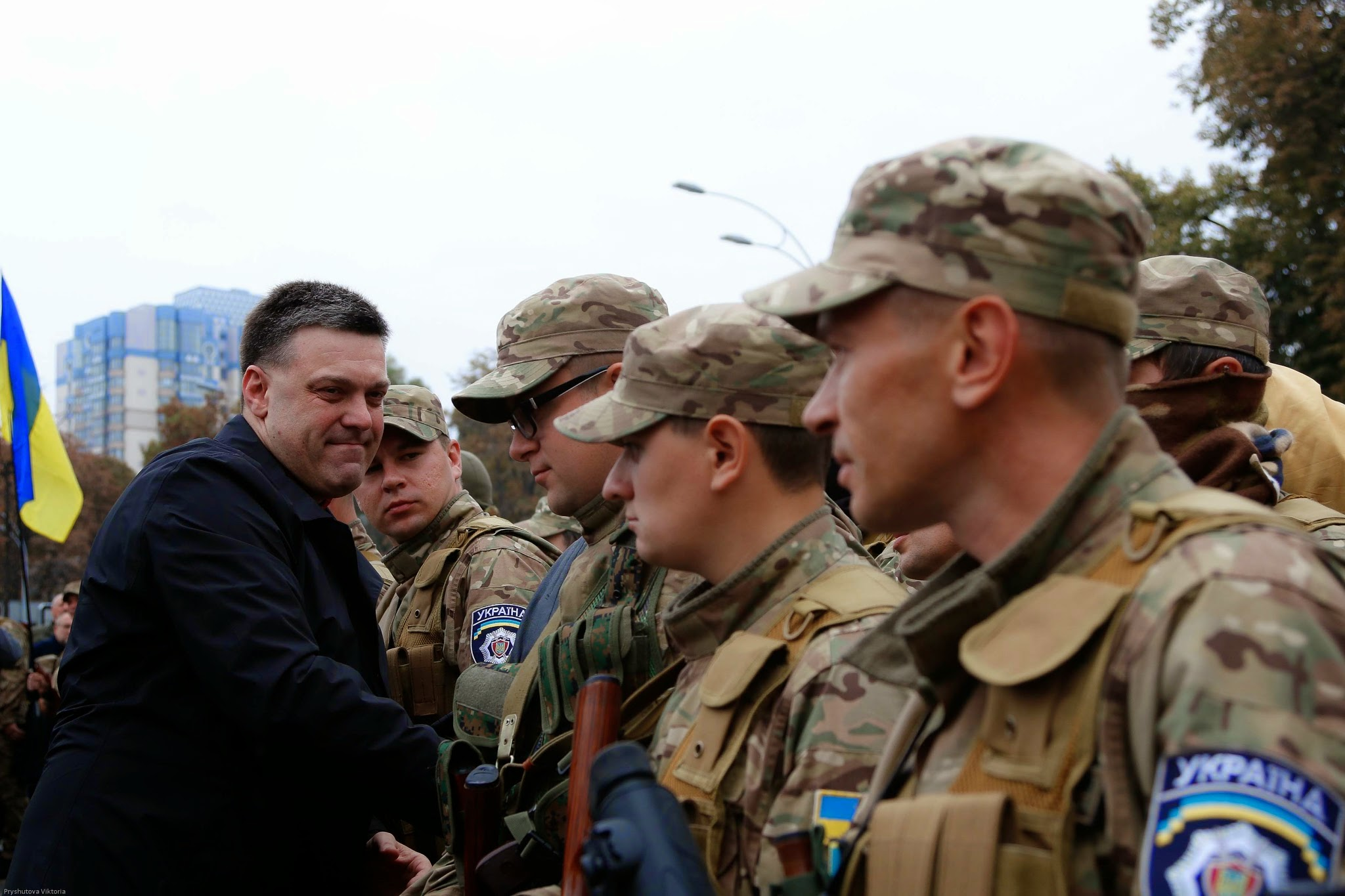
Олег Тягнибок провожає батальйон «Січ», сформований з членів ВО «Свобода», в зону проведення АТО, 30 вересня 2014

Як український націоналіст, Тягнибок не вважає, що всі в Україні повинні бути націоналістами, і підтверджує, що має ідеологічних противників з «представників так званої лівацької інтелігенції». Керується планом дій в «Програмі захисту українців», метою реалізації якої є побудова могутньої Української Держави на засадах соціальної та національної справедливості, але вважає, що «… все, що стосується політики й націоналізму, то в Україні є багато різних націоналістичних угруповань, радикальніших, ніж Свобода».
Послідовно виступає із засудженням сталінізму та комунізму і вважає період України в СРСР — «московсько-большевицьким окупаційним режимом», а червоний прапор — прапором «Голодомору-геноциду, терору і поневолення України: саме під цим прапором здійснено найтяжчі злочини проти української Нації». На думку Тягнибока, деколонізацію, в тому числі дерадянізацію України, має бути завершено. Це гарантія того, що Україна більше ніколи не повернеться в московське рабство.
Вважає героєм українського націоналіста Степана Бандеру: "Я є українським націоналістом, для мене Бандера з великої букви Герой; «Вороги України не могли подолати Бандеру живого, вони бояться його й мертвого. Адже Бандера для мільйонів українців, попри недолугі і нікчемні рішення судів, був і залишається українським Героєм.».

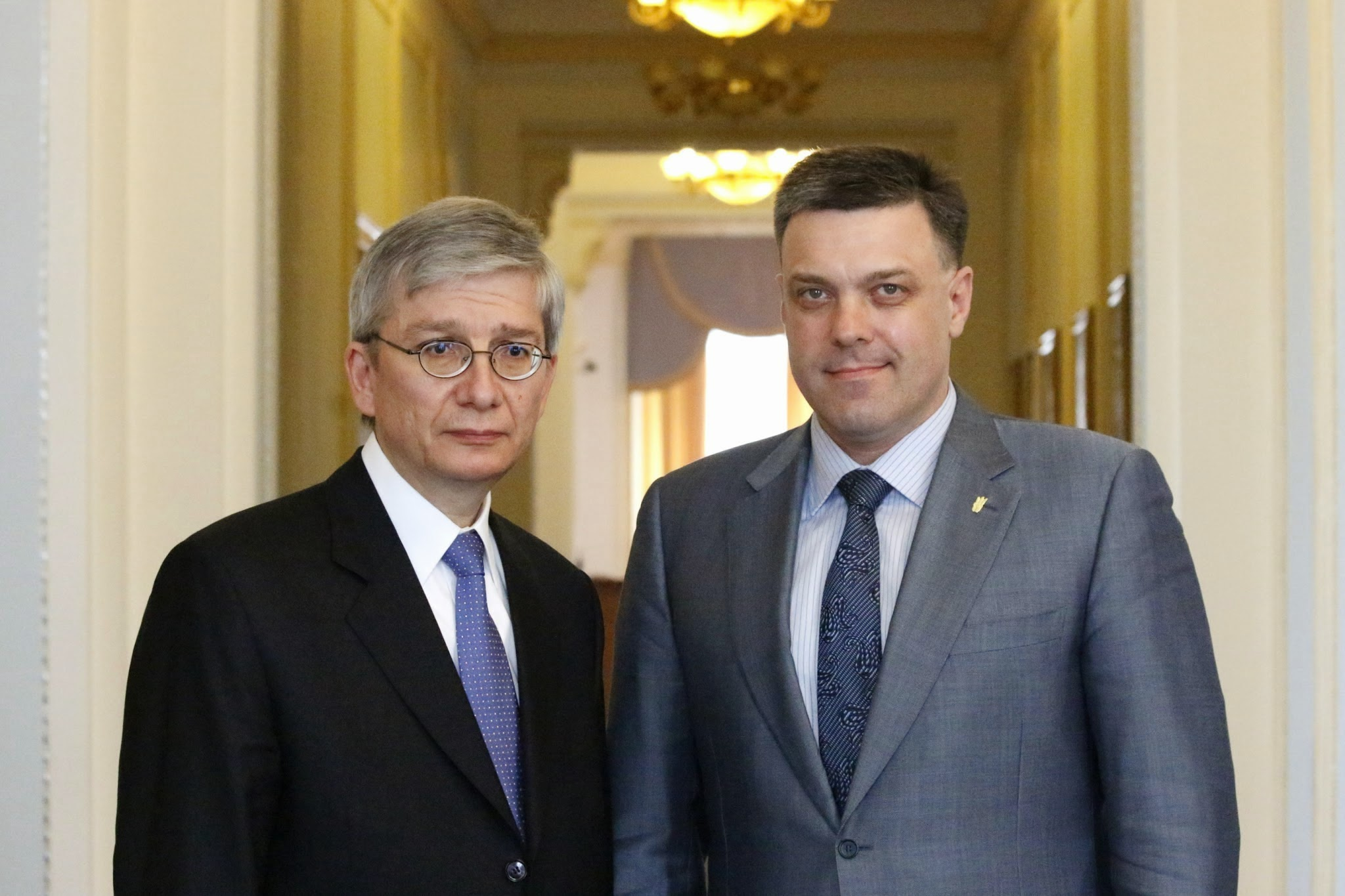
Олег Тягнибок під час зустрічі з Евгеном Чолієм. 26 березня 2014 року

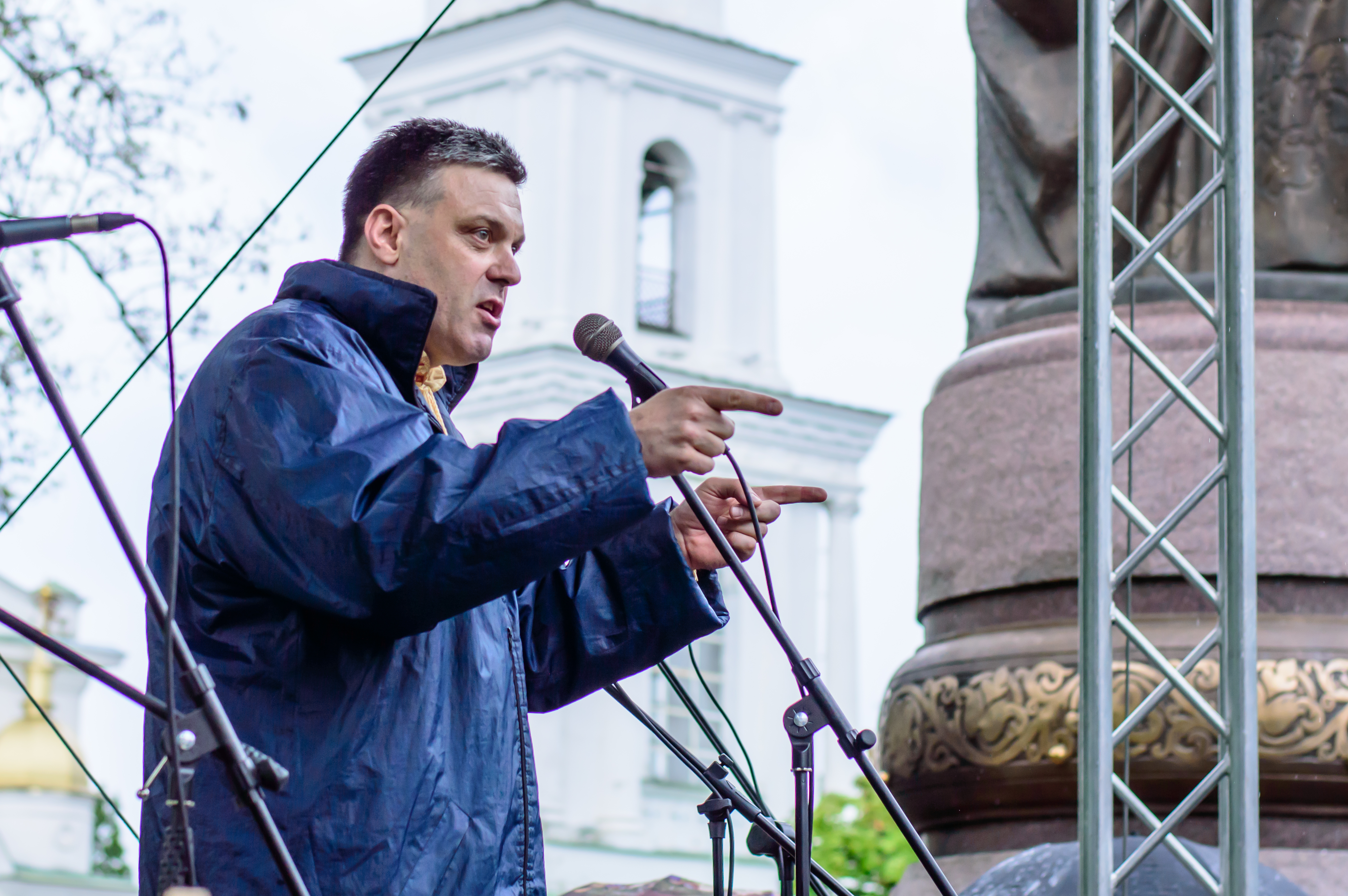
Олег Тягнибок на відкритті пам'ятника Мазепі в Полтаві. 7 травня 2016 року

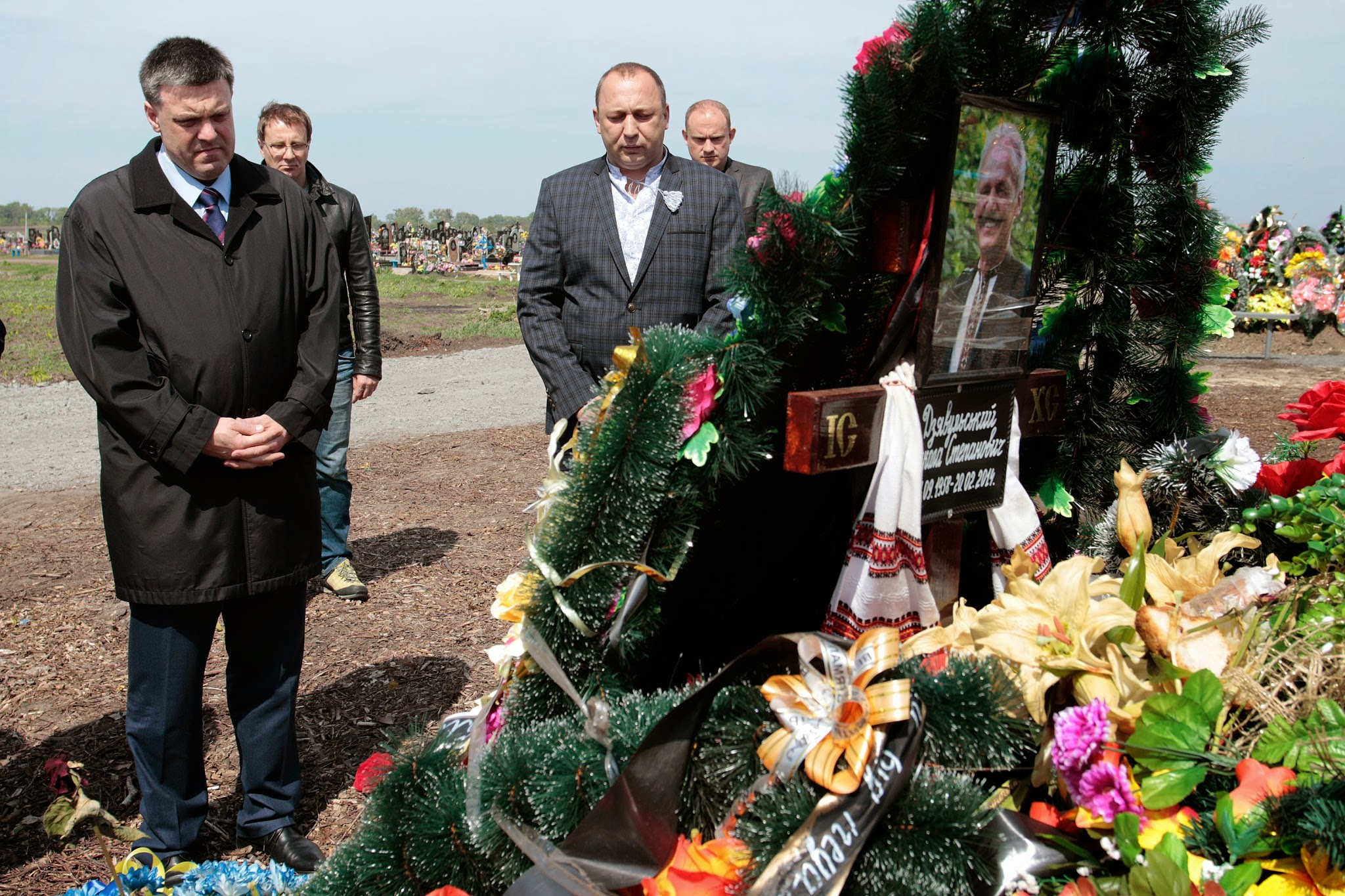
Олег Тягнибок над могилою Миколи Дзявульського, який загинув на Євромайдані. 8 травня 2014 року

Щороку 1 січня в Старому Угринові (Івано-Франківщина) Олег Тягнибок бере участь в урочистих заходах, присвячених дню народження Провідника ОУН Степана Бандери. Варто відзначити, що кожного року 1 січня «Свобода» організовує урочисті марші на честь Степана Бандери по всій України. З 2005 року Всеукраїнське об'єднання «Свобода» організовує у Києві Марші УПА (14 жовтня).
За словами Олега Тягнибока, «під час Революції гідності уперше з часу Незалежності націоналістична ідеологія стає реальною революційною зброєю. Велелюдний, багатотисячний Майдан — то правдивий бандерівський Майдан. Його обереги — чорно-червоні бандерівські прапори. Його привітання — традиційне бандерівське „Слава Україні! — Героям Слава!“, яке тепер звучить по всій Україні — від заходу до сходу. Але під час цих революційних подій обривається життя 19 свободівців — наших побратимів. Вони стають для нас ангелами-охоронцями — цілою свободівською чотою у Небесній сотні України. І — вічним та незагоєним болем».
Програма, якою керується Тягнибок, викликає дискусії чи заперечення в Україні певними політичними силами (насамперед — Опозиційним блоком та КПУ, а також маргінальними проросійськими партіями). Ці політичні сили вкрай негативно ставляться до дій «Свободи» щодо захисту української мови, українського інформаційного простору, вшанування учасників національно-визвольної боротьби першої половини XX століття. Тягнибок виступає за відновлення Україною свого статусу ядерної держави та введення смертної кари за злочини проти Української нації, Української держави та особливо тяжкі злочини проти людини і громадянина.
Коментуючи ухвалення парламентом у вересні 2014 року законів стосовно «особливого порядку» на Донбасі та амністії для терористів, Тягнибок заявив: «Це рішення, як і підписання Мінського протоколу 16 днів тому, ані призвело до припинення наступу російського агресора, ані дозволило досягнути бажаних результатів під час візиту Президента України до США. Все це ще раз доводить, що рішення фракції „Свободи“ — єдиної фракції в парламенті, яка в повному складі не голосувала за ці капітулянтські за своїм змістом закони, — було правильним. Бо не можна досягнути миру капітуляцією перед вимогами агресора. І скільки би нам не грозив Путін повномасштабною агресією — ми не повинні йти йому на поступки. Перед початком Другої світової війни великий британський державний діяч Вінстон Черчиль сказав, що коли країна, вибираючи між війною і ганьбою, обирає ганьбу, — вона отримує і ганьбу, і війну».
Тягнибок ще до початку конфліктів в Криму пропонував позбавити Крим його автономного статусу, і вважав, що вся Росія «хвора на імперський синдром».
1 березня 2014 року, після початку повномасштабної окупації Криму Росією, Олег Тягнибок від імені Всеукраїнського об'єднання «Свобода» виступив зі зверненням наступного змісту:
«Брати і сестри українці!
Рада Федерації Росії надала президентові РФ Володимиру Путіну згоду на введення військ в Україну. Це — війна!
У таких умовах українське суспільство потребує максимальної мобілізації.
Закликаємо:
- Виконувача обов'язків Президента негайно підписати Указ про введення в державі воєнного стану та проведення загальної мобілізації;
- Верховну Раду України затвердити цей Указ на надзвичайному засіданні.
Гебістський маніяк Путін вирішив приміряти ганебні лаври Гітлера.
Агресія з боку Кремля отримає гідну відсіч.
Усі на захист Батьківщини. Не віддамо жодного клаптика української землі окупантам.
Ми переможемо!

Слава Україні!»
Тягнибок запропонував, щоб МЗС та українські дипломати скерували до Ради Безпеки ООН подання на визнання Росії стороною конфлікту в Криму та на Донбасі, а також країною-агресором проти України, що автоматично позбавить Москву можливості блокувати резолюції Ради безпеки ООН щодо ситуації в Україні.
Ще на початку квітня 2014 року, коли російські спецслужби починали реалізовувати план окупації Донбасу, Олег Тягнибок заявив про необхідність вжити низку термінових заходів, аби зупинити сепаратистський шабаш на сході України, зокрема:
- негайно звільнити захоплені російськими диверсантами та проросійською агентурою адміністративні будівлі на сході України;
- затримати організаторів, активних учасників, пособників та підбурювачів повалення конституційного ладу;
- провести операцію з виявлення російських диверсантів та агентури Кремля та запобігти їхньому подальшому проникненню на територію України;
- притягнути до відповідальності представників правоохоронних органів, органів місцевого самоврядування, які проявили злочинну бездіяльність під час сепаратистських шабашів на сході України;
- жорстко карати за публічну наругу над державними символами України та встановлення символіки держави-окупанта на адміністративних установах;
- гарантувати безпеку українських громадян та їхні права на проведення мирних зібрань на підтримку незалежності та територіальної цілісності України;
- негайно усунути від займаних посад представників влади, органів місцевого самоврядування та правоохоронних структур, які в минулому працювали в КГБ, перебували на партійних посадах у проросійських організаціях та співпрацювали з кримінально-олігархічним режимом Януковича;
- на засіданні парламенту заслухати звіт керівників МВС і СБУ, Генеральної прокуратури щодо подій у Харківській, Донецькій та Луганській областях, зокрема щодо причетності народних депутатів України, місцевих депутатів та олігархів до організації заколоту сепаратистів;
- заслухати звіт голови Прикордонної служби про заходи з недопущення проникнення на українську територію російських путінських диверсантів;
- створити спеціальну слідчу комісію парламенту для з'ясування обставин сепаратистських проявів у східних регіонах, зокрема питання ефективності дій підрозділів МВС, СБУ, Прикордонної служби з метою недопущення подібних інцидентів;
- зобов'язати Кабінет Міністрів вжити невідкладних заходів із закриття українсько-російського кордону для проникнення путінських диверсантів;
- посилити кримінальну відповідальність за сепаратистську діяльність, зокрема за пропаганду сепаратизму та участь у масових заходах на підтримку сепаратистських ідей;

- запровадити кримінальну відповідальність за пропаганду ідеї федералізації України, якщо її пропонується реалізувати в спосіб, який суперечить Конституції України, а саме цього домагаються російські сепаратисти в східних регіонах.
За словами Тягнибока, справжній мир на Донбасі можливий тільки на умовах звільнення української території від російських терористів та окупантів. Будь-які інші домовленості, які не спрямовано на відновлення повного українського суверенітету на Донбасі, — це (в кращому разі) час для перегрупування сил у війні із загарбником.
У лютому 2015 року Олег Тягнибок вказав на наступні першочергові кроки, які необхідно здійснити владі для перемоги у війні з Росією:
1. Добиватися від США і ЄС посилення економічних санкцій проти Росії, з огляду на порушення агресором «мирних» домовленостей Мінського саміту.
2. Добиватися від держав-гарантів за Будапештським меморандумом та країн НАТО отримання Україною прямої військової допомоги.
3. Запровадити воєнний стан на всій території України у зв'язку з воєнною агресією Росії. Це пряма вимога Конституції України (пункт 20 статті 106). Підприємства олігархів в умовах війни мають працювати не на приватний прибуток, а на оборону держави.
4. Визнати захоплені Росією райони Донбасу тимчасово окупованими територіями.
5. Розірвати дипломатичні відносини та запровадити візовий режим із державою-агресором.
6. Визнати «ДНР» і «ЛНР» терористичними організаціями, які створив Путін для легітимізації російської агресії на Донбасі.
7. Скасувати закони від 16.09.2014 «Про особливий порядок місцевого самоврядування в окремих районах Донецької та Луганської областей» і «Про недопущення переслідування та покарання осіб-учасників подій на території Донецької та Луганської областей».
8. Здійснити реальну люстрацію, переатестацію та перевірку на детекторі брехні військового командування та керівництва силових структур.

9. Запровадити економічні санкції проти держави-агресора.
За словами Олега Тягнибока, однією із запорук перемоги України у протистоянні з Росією є забезпечення енергетичної незалежності. Для цього він пропонує:
1) диверсифікувати газовий імпорт: не більше ніж 30 % газопостачання від однієї держави або компанії;
2) впровадити енергоощадні технології у виробництві і житлово-комунальному секторі та обов'язковий облік використання енергоносіїв;
3) збільшити внутрішній видобуток енергоресурсів та стимулювати розвиток альтернативної енергетики;

4) реформувати державну компанію «Нафтогаз» та ліквідувати корупційні схеми в паливно-енергетичному комплексі.

## Відзнаки

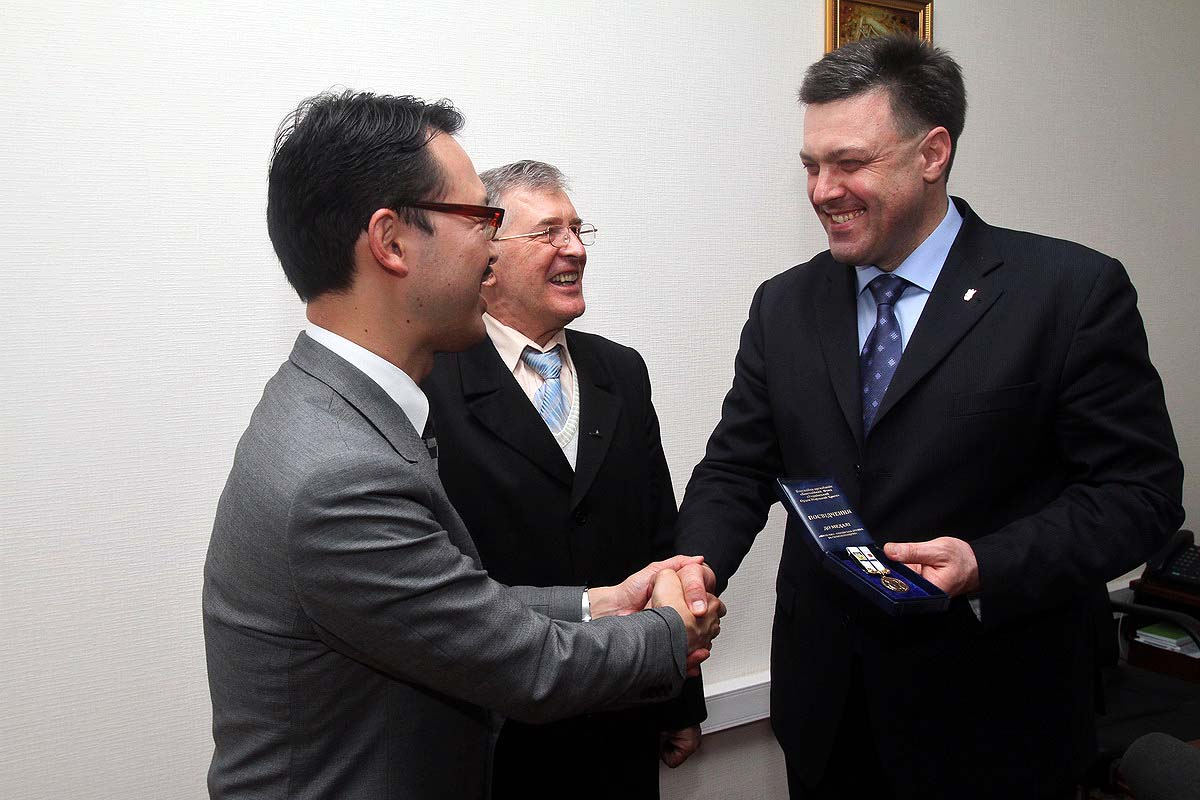
Йошіхіко Окабе нагороджує Олега Тягнибока відзнакою Благодійного фонду «Українсько-японська дружба і співробітництво». 25 березня 2013 року

- Орден Австрійського товариства ім. Альберта Швайцера «За активну участь у гуманітарних проєктах, спрямованих на допомогу дітям, які постраждали від Чорнобильської катастрофи».[74]
- Золотий хрест за заслуги перед Україною від ветеранів дивізії СС «Галичина» (2010)[75].
- Орден Святого Рівноапостольного князя Володимира Великого III ступеня від Української православної церкви Київського патріархату з формулюванням «За заслуги з відродження духовності в Україні та утвердження Помісної Української Православної Церкви» (2010)[76].
- «Особа року» за версією журналу «Кореспондент» (2012)[77]
- Отримав відзнаку Благодійного фонду «Українсько-японська дружба і співробітництво». Церемонія вручення відбулася 21 березня 2013 року. Відзнаку вручив особисто Йошіхіко Окабе — доцент Кобе Гакуін Університету, націоналіст-патріот та українознавець[78][79].
- 29 вересня 2014 року разом з іншими представниками Майдану отримав Премію Леха Валенси — «За відновлення політичної стабільності в Україні та прагнення принести соціальну справедливість». Премія адміністрована Фундацією Леха Валенси в м. Гданськ (Польща)[80].
- 21 червня 2015 року отримав від духовенства Української Православної Церкви Київського Патріархату медаль за жертовність і любов до України[81].
- У серпні 2024 року отримав Бойовий Хрест ОУН[82]

## Мультимедіа
- Тягнибок став прототипом одного з персонажів мультсеріалу «Казкова Русь».